# Красимир (село)
Красимир е село в Североизточна България. То се намира в община Дългопол, област Варна.

## География
В Североизточна част на България е селото. Покрай него на 1 км се намира река Камчия. Времето там е винаги по различно от другите села. Селото се намира до Чудните скали и Водениците. Пътуването с кола дотам е 15 мин и за двете места.

## История
Село Красимир (предишно име Казаллък - „Листопад“) е красиво селце, което живее в миналото и се гордее с него. Училището през 1927 се е помещавало в старата джамия. Учителка през 1927 е г-ца Чикова, а от 1928-до 1931 е Марин Костов Демирев, родом от Блъсково, който основава в селото читалище „Христо Ботев“.

## Население
Численост на населението според преброяванията през годините:
| \| Година на преброяване \| Численост \| \| --------------------- \| --------- \| \| 1934 \| 337 \| \| 1946 \| 359 \| \| 1956 \| 353 \| \| 1965 \| 330 \| \| 1975 \| 242 \| \| 1985 \| 182 \| \| 1992 \| 170 \| \| 2001 \| 131 \| \| 2011 \| 87 \| \| 2021 \| 65 \| |           |
| Година на преброяване | Численост |
| 1934 | 337       |
| 1946 | 359       |
| 1956 | 353       |
| 1965 | 330       |
| 1975 | 242       |
| 1985 | 182       |
| 1992 | 170       |
| 2001 | 131       |
| 2011 | 87        |
| 2021 | 65        |

### Етнически състав

#### Преброяване на населението през 2011 г.
Численост и дял на етническите групи според преброяването на населението през 2011 г.:
|                     | Численост | Дял (в %) |
| Общо                | 87        | 100.00    |
| Българи             | 87        | 100.00    |
| Турци               | –         | –         |
| Цигани              | –         | –         |
| Други               | –         | –         |
| Не се самоопределят | –         | –         |
| Неотговорили        | –         | –         |

## Религии
Християните сега са единствената религиозна общност, живееща там. Селото спазва християнските традиции и обичаи.

## Културни и природни забележителности
Селото е на 1 км от река Камчия и е добре развито на слънчогледи и жито.

## Редовни събития
Панаир на 6 май и събор.